# Френа (Болцано)
Френа је насеље у Италији у округу Болцано, региону Трентино-Јужни Тирол.
Према процени из 2011. у насељу је живело 39 становника. Насеље се налази на надморској висини од 1563 м.